# Vân Cơ
Vân Cơ là một phường thuộc thành phố Việt Trì, tỉnh Phú Thọ, Việt Nam.
Phường Vân Cơ có diện tích 9,53 km², dân số năm 1999 là 4.391 người, mật độ dân số đạt 461 người/km².